# Dicoryphe laurifolia
Dicoryphe laurifolia är en trollhasselart som beskrevs av John Gilbert Baker. Dicoryphe laurifolia ingår i släktet Dicoryphe och familjen trollhasselfamiljen. Inga underarter finns listade i Catalogue of Life.